# 阿默斯特 (新罕布什爾州)
阿默斯特（英語：Amherst）是一個位於美國新罕布什爾州希爾斯波羅縣的鎮。

## 人口
根據2020年美國人口普查的數據，阿默斯特的面積為89.10平方千米，當中陸地面積為87.80平方千米，而水域面積為1.30平方千米。當地共有人口11753人，而人口密度為每平方千米132人。